# Deru
Deru is een bestuurslaag in het regentschap Bojonegoro van de provincie Oost-Java, Indonesië. Deru telt 1809 inwoners (volkstelling 2010).